# 疯狂游戏
北京豪腾嘉科软件有限公司，簡稱豪腾嘉科，品牌名稱為疯狂游戏，是一家總部位於中華人民共和國北京市的電子遊戲開發商，以開發微信小游戏和手機遊戲為主。

## 歷史
瘋狂遊戲創始人曹晓刚畢業於愛爾蘭三一學院，並在微軟愛爾蘭分部就職工程師。2010年曹晓刚和孙劲超、王聪相兩個校友兼同事決定回中國大陸創業。北京豪腾嘉科软件有限公司註冊成立於2010年7月29日，三人於同年10月回到中國大陸，用五十萬人民幣啟動資金開始創業。公司初期獲得天使投資人徐小平100萬美元的投資，業務除了開發遊戲之外，還有外包项目。2012年，豪腾嘉科曾推出電子商務軟件《搭》，和时尚集团和走秀网合作銷售服裝。
豪腾嘉科首款遊戲是在Android上推出的《城市矿工》，團隊用了一年時間開發，由於當時還沒有Google Play，中國大陸的Android軟件發行平台尚未發展起來，所以遊戲並沒有流行。《疯狂猎鸟》是豪腾嘉科首款在iOS上推出的遊戲，遊戲營收僅和開發成本相抵。後續豪腾嘉科，探索了不同類型的遊戲，有面向海外的《时装设计师》，休閒遊戲《小羊总动员》《突击间谍羊》，還嘗試開發3D遊戲，大多專案商業成績不佳。2013年隨著微信開始流行，豪腾嘉科開始基於微信設計社交遊戲。同年5月13日以此理念開發的《疯狂猜图》在App Store發佈，遊戲經由微信傳播而流行，豪腾嘉科也憑此遊戲獲得启明创投250萬美元的投資。同年6月29日《疯狂猜歌》推出，藉助百度音樂開設專題而流行。瘋狂為名的作品成功，讓曹晓刚決定將「瘋狂遊戲」作為公司的品牌名稱。2014年，豪腾嘉科在阿里巴巴推出的社交軟件「来往」上推出內置遊戲《疯狂来往》。
2017年上市公司掌趣科技宣佈收購豪腾嘉科，不過收購最終告吹。同年微信開放第三方發佈微信小程序，豪腾嘉科開始在微信上發佈小遊戲。2017年發佈的《海盗来了》，成為微信上首款月營收超過一億人民幣的第三方微信小遊戲。《海盗来了》及之後推出的《肥鹅健身房》《咸鱼之王》《疯狂骑士团》，豪腾嘉科都採取先發佈微信小遊戲，再在手機平台上推出獨立應用軟件的發行方式。

## 主要開發遊戲
- 《疯狂猎鸟》（2011年）[3]
- 《疯狂猜图》（2013年）[6]
- 《疯狂猜歌》（2013年）[6]
- 《海盗来了》（2017年）[9]
- 《肥鹅健身房》（2020年）[8]
- 《咸鱼之王》（2021年）[8]
- 《疯狂骑士团》（2023年）[10]